# Kang Point
Kap Kang Point in dem westafrikanischen Staat Gambia liegt in der Mündung des Flusses Gambia in den Atlantischen Ozean am rechten Flussufer. In der Nähe befindet sich der Ort Essau.